# Gerechter Krieg
Die Lehre vom gerechten Krieg (lateinisch bellum iustum) ist eine in der abendländischen Rechtsgeschichte entwickelte Auffassung, der zufolge ein Krieg oder bewaffneter Konflikt zwischen Kollektiven – meist Staaten – dann und nur dann ethisch und rechtlich legitim ist, wenn er bestimmten Anforderungen genügt: Das Recht zum Krieg (lateinisch ius ad bellum) ist danach einer rechtmäßigen Autorität vorbehalten, die den Krieg aus einem gerechten Grund und mit richtigen Absichten und Zielen führen muss, während das Recht im Krieg (lateinisch ius in bello) die Einhaltung bestimmter Kriegsführungsregeln fordert, darunter die Verhältnismäßigkeit der Mittel und den Schutz von Zivilbevölkerung und Kriegsgefangenen. Auch für die Schlussphase eines Krieges wird ein besonderes Recht angenommen, das Jus post bellum, das sich mit der Beendigung eines bewaffneten Konflikts einschließlich der dazu zu treffenden Vereinbarungen und Reparationen sowie des Wiederaufbaus von Wirtschaft und Gesellschaft befasst.
Der Begriff entstand, nach griechischen Vorläufern, im antiken Rom (v. a. bei Cicero), und wurde seit etwa 420 zu einer detaillierten kirchlichen Theorie entfaltet. Um 1140 wurde diese in das Decretum Gratiani aufgenommen und damit Teil des kanonischen Rechts.
Seit dem späten 16. Jahrhundert entwickelte sich aus dieser Lehre in Abgrenzung dazu das neuzeitliche Kriegsvölkerrecht. Während die klassische Lehre für das Recht zum Krieg zwingend einen „gerechten Grund“ (lateinisch causa iusta) fordert, auf den sich objektiv nur eine der beiden kriegführenden Parteien berufen kann, setzt sich in der Neuzeit die Auffassung durch, dass ein förmlicher Krieg zwischen souveränen Staaten als auf beiden Seiten rechtmäßig zu gelten habe. In der frühen Moderne dann wurde das Recht im Krieg vertraglich präzisiert und verschärft.
Nach modernem Völkerrecht ist der Angriffskrieg grundsätzlich moralisch geächtet und damit das Recht zum Krieg außer Kraft gesetzt; legitim sind allein von den Vereinten Nationen mandatierte „militärische Sanktionen“ zum Zweck der Friedenssicherung, welche als humanitäre Interventionen zum Schutz von Menschen in menschenrechtlichen Notlagen zu verstehen sind. Seit 1990 kam es jedoch im Zusammenhang mit humanitären Interventionen zu einer neuen ethischen Diskussion um die Möglichkeit von „gerechten Kriegen“.

## Hauptkriterien
Die in der Scholastik entwickelten und in das Kriegsvölkerrecht übernommenen Kriterien eines gerechten Krieges verteilen sich auf
- das Recht zum Krieg (ius ad bellum: Wer darf aus welchen Gründen wozu Krieg führen?) und
- das Recht im Krieg (ius in bello: Welche Art der Kriegführung ist legitim?)

Recht zum Krieg:
- legitime Autorität (legitima auctoritas/potestas)
- Vorliegen eines zulässigen Kriegsgrundes (causa iusta)
- gerechte Absicht der Kriegführenden (recta intentio)
- letztes Mittel zur Wiederherstellung des Rechts (ultima ratio)
- Aussicht auf Frieden mit dem Kriegsgegner (iustus finis)

Recht im Krieg:
- Verhältnismäßigkeit (proportionalitas) der angewandten militärischen Mittel
- Unterscheidung von Soldaten und Zivilisten (Diskriminierungsgebot) und Schutz der letzteren während der Kampfhandlungen (Immunitätsprinzip).

Die Auslegung, Rangordnung, Verbindlichkeit, Reichweite, Anwendbarkeit und Erfüllung dieser Hauptkriterien sind seit ihrer Ausformung umstritten. Heute wird vor allem diskutiert, ob alle Kriterien zugleich (restriktive Auslegung) oder nur einige der wichtigsten (permissive Auslegung) erfüllt sein müssen, damit ein Krieg als gerecht gelten kann.

## Antike

### Orient
Schon die Regenten altorientalischer Hochkulturen versuchten, ihre Kriege zu rechtfertigen, da Frieden in der Regel als besserer Zustand galt. Die Assyrer legitimierten ihre Angriffskriege, indem sie behaupteten, die Götter hätten dem Gott Aššur die Herrschaft über die Welt zugesprochen; jeder, der sich nicht unterwarf, müsse als Rebell bekämpft werden. Die Ägypter sahen sich als Vertreter der Ordnung (Ma'at) gegenüber dem Chaos berechtigt, zu den Waffen zu greifen. Im alten Persien spielte das Konzept der Verteidigung von „Wahrheit“ und „Gerechtigkeit“ gegen die „Lüge“ eine zentrale Rolle.

### Griechenland
Das abendländische Konzept eines gerechten Krieges wurzelt in der Tugendethik griechischer Philosophie, die auch deren Staatstheorien beeinflusste. Noch ohne den Begriff zu nennen, behandelte Platon in seinem Hauptwerk Politeia (Πολιτεία) auch die gerechte Vermeidung und Lösung gewaltsamer Konflikte. In einem fiktiven Dialog mit Polemarchos (Πολέμαρχος, πόλεμος polemos: „Kampf, Streit, Krieg“; άρχος archos: „Urheber“) erläuterte er seine Theorie der Harmonie: Diese ergebe sich, wenn sich jede Seele von Gerechtigkeit und vernünftiger Besonnenheit leiten lasse. Daraus entstehe eine vernünftige, alle Einzelinteressen ausgleichende Innenpolitik. Die so erzielte Harmonie würde auch die Außenpolitik prägen, wenn jeder Staat in einer gerechten Verfassung wäre. Da die Tugenden nicht überall anerkannt und befolgt würden, könne es zu Machtgefälle und Angriffen auf tugendgeleitete Stadtstaaten kommen.
1. In solchen Fällen seien deren gewaltsame Verteidigung und gegebenenfalls Nothilfe für angegriffene Nachbarn nötig und gerecht.
2. Angriffs- und Eroberungskriege seien ungerechte und unvernünftige Habgier (επιθυμία epithymia).
3. Nur Philosophen und Tugendwächter dürften einen gerechten Verteidigungsfall feststellen.[5]
4. Kriegsgefangene dürften nicht versklavt und beraubt, das Land des Gegners müsse verschont, nur Schuldige dürften bestraft werden.
5. Bei Angriffen unvernünftiger Barbaren sei nicht nur Sieg zur Herstellung von gerechtem Frieden, sondern Vernichtung der Feinde erforderlich.[6]

Aristoteles erklärte manche Völker als von Natur aus zum Sklavendasein bestimmt und rechtfertigte ihre Unterwerfung als natürliche Kriegskunst wie die Jagd, die dem Naturrecht entspreche. Dies nannte er einen „gerechten Kampf“ (δίκαιος πόλεμος, dikaios polemos).
Die Amphiktyonie von Delphi begrenzte Krieg erstmals auf juristischer Basis: Die Vertragspartner schlossen Krieg gegeneinander ohne guten Grund, Versklavung und absichtliches Töten von Griechen sowie Zerstörung von Mitgliedsstädten untereinander aus.

### Römisches Reich
Das Römische Reich legitimierte seine Eroberungsfeldzüge, indem es sie mit dem kultischen Ritus der Fetialen eröffnete: Ein Priester hatte den jeweiligen Nachbarn der Römer nach einem genau festgelegten Protokoll über die römischen Forderungen aufzuklären, um nach einer bestimmten Frist mit einer Formel den Krieg zu erklären. Dabei nahmen die Römer an, nur ein bellum iustum genieße die Unterstützung der Götter. Eine Niederlage bedeutete für sie, dass die vor der Schlacht angerufenen Götter den Kriegsgrund als ungerecht ansahen, umgekehrt legitimierte ein Sieg rückwirkend auch die Kriegsgründe. Die Römer schlossen mit denjenigen niedergeworfenen Völkern, deren Gebiet sie nicht direkt annektierten, auch für sie selbst rechtsgültige Verträge (pacta sunt servanda). Sie betrachteten die Expansion ihres Reiches also als Einigung souveräner Kollektive.
Der griechische Philosoph Karneades kritisierte 155 v. Chr. die römische Fetialpraxis: Die Berufung auf göttlichen Beistand sei nur Absichern von Unrecht. Um die Gerechtigkeit wiederherzustellen, sollten sich die Römer aus allen eroberten Gebieten zurückziehen und sich auf den Palatin beschränken. Damit machte er die ethische Prüfung von Krieg zur philosophischen Aufgabe.
Cicero behandelte den Krieg in De officiis (I, 11, 34 ff.) und De re publica (III, 34, 35). Er ging von der Pflicht jedes Menschen aus, Gerechtigkeit im privaten und öffentlichen Leben herzustellen und zu wahren: auch dann, wenn einem Unrecht geschieht. Darum dürfe Politik Konflikte um konkurrierende Rechtsansprüche erst dann gewaltsam austragen, wenn zivile Auseinandersetzung (disceptatio) gescheitert sei. Auch müsse der Krieg nach dem heiligen Priesterrecht angekündigt (denuntiare) und erklärt (indicere) werden. Als gerechte Kriegsgründe nannte er die Strafe bzw. Rache für erlittenes Unrecht und die Vertreibung von Feinden als Selbstverteidigung oder Nothilfe für andere. Dabei sei aber stets Maß zu halten; die Kriegführung müsse Schuldige von der Menge unterscheiden. Nur Soldaten (miles) dürften sich an Kampfhandlungen beteiligen. Eide und Versprechen seien auch Feinden – nicht Verbrechern – gegenüber einzuhalten. Ziel müsse sein, ohne Ungerechtigkeit in Frieden zu leben (ut sine iniuria in pace vivatur).
Damit formulierte Cicero fünf Grundbedingungen: Krieg muss
1. auf erlittenes Unrecht reagieren,
2. auf gescheiterte Verhandlungsversuche folgen,
3. von der politischen Zentralmacht geführt werden,
4. von sakralen Autoritäten formal legitimiert werden,
5. den verletzten Rechtszustand wiederherstellen (restitutio) und Schäden wiedergutmachen (repetitio).

Krieg war also für ihn eine Art vollstrecktes Strafrecht (executio iuris) des römischen Staates gegen Angreifer von außen. Recht setzte er mit der Erhaltung des römischen Weltreichs im Sinne der Pax Romana gleich. Die Kriegsparteien waren für ihn also nicht gleichberechtigt, sondern standen sich wie Verbrecher und Richter gegenüber. Dieser „diskriminierende Feindbegriff“, also die Gleichsetzung von äußeren Angreifern mit Verbrechern gegen die eigene Rechtsordnung, bestimmte in der Folge alle mittelalterlichen Theorien des gerechten Krieges.

### Frühes Christentum
Jesus von Nazaret verkündete die Nähe des Reiches Gottes, das alle irdische Gewaltherrschaft begrenze und ablösen werde (Mt 5,3-10 ). Darum übte und gebot er Gewaltverzicht gegenüber Verfolgern (Mt 5,39 ). Seine Nachfolger sollten keine Waffen tragen (Mk 6,8 ), keine Rangunterschiede ausbilden (10,42ff ) und ihren Glauben nicht gewaltsam verteidigen (Mt 26,52 ). Da der Taufbefehl das Einhalten aller Gebote Jesu einschloss (Mt 28,20 ), sahen viele Urchristen Kriegsdienste weithin als unvereinbar mit der Taufe an. In der apokalyptischen Erwartung des baldigen Endgerichts lebend, distanzierten sie sich von der zum Vergehen bestimmten Welt, zu der für sie unausweichlich Krieg und Bürgerkrieg gehörte (Mk 13,7ff ).
Die vorkonstantinischen Kirchenväter formulierten keine allgemeine Lehre zum Thema Krieg. Sie lehnten zwar den Kriegsdienst der Christen ab, nicht aber ebenso eindeutig die Kriege römischer Kaiser. Diese waren für sie Sache des römischen Staates, dessen Schutz- und Ordnungsaufgabe gegenüber Heiden bzw. Barbaren sie zunehmend anerkannten.
Seit Tertullian schloss die Kirche auch römische Soldaten in die Fürbitten ein; manche Kirchenlehrer tolerierten nun Christen im Militär, sofern diese bereits vor ihrer Bekehrung Soldaten waren (ein Christ durfte also nach wie vor nicht den Legionen beitreten). Origenes griff zwar dann Ciceros Unterscheidung des gerechten vom ungerechten Krieg auf (Contra Celsum IV, 82; VIII, 73), erlaubte aber den Christen nicht den Militärdienst. Sie sollten wie Priester das Heer durch Gebetsdienst unterstützen.
Mit der Konstantinischen Wende 313 durften die von Kaiser Diokletian noch verfolgten getauften Soldaten in das römische Heer zurückkehren. Damit stellte sich für die nun erlaubte und bald geförderte Kirche die Frage, wie sie zu politischer Macht und Gewaltanwendung stand. Innerhalb eines Jahres gaben viele Theologen die bis dahin nahezu einhellige Ablehnung von christlichen Kriegsdiensten auf: Das Konzil von Arles (314) schloss nun im Gegenteil sogar Deserteure, „die im Frieden die Waffen wegwerfen“ – das hieß vermutlich: die sich weigerten, an polizeilichen Aufgaben des Heeres mitzuwirken –, vom Empfang der Sakramente und damit aus der Kirche aus. Fortan ging es nur noch darum, die Kriegsbeteiligung der Christen seelsorgerlich und rechtlich zu regulieren.
Für Ambrosius hatte der römische Staat bereits grundsätzlich das Recht, unter Umständen sogar die Pflicht, Krieg zu führen, wenn er von außen angegriffen wurde. Dieses Unrecht müsse um des Friedens willen bestraft werden. Als Unrechtstäter sah er neben Barbaren auch Häretiker. An ihrer militärischen Bestrafung durften für ihn selbstverständlich auch Christen teilnehmen. Jedoch mahnte er im Anschluss an Cicero auch verhältnismäßige Mittel und moralisch einwandfreie Strafmethoden an.

### Augustinus von Hippo
Nachdem das Christentum bis 392 Staatsreligion des Römischen Reiches geworden war, verfügte Kaiser Theodosius II. 416, nur noch orthodoxe Christen in die Armee aufzunehmen. Diese mussten gegen äußere Feinde wie die Vandalen, die 455 Rom plünderten, und gegen die von der Reichskirche als häretisch beurteilten Circumcellionen und Donatisten kämpfen.
Vor diesem Hintergrund verfasste Augustinus von Hippo sein Hauptwerk De Civitate Dei (420). Darin stellte er die civitas Dei (Gottes Bürgerschaft, d. h. die Kirche) der civitas terrena (der weltlichen Herrschaft, d. h. dem Staat) als zwei Personenverbände gegenüber. Erstere strebten nach dem ewigen Leben, das allein Gott schenken könne, letztere suchten vergeblich Erfüllung im irdischen Dasein. So definierte Augustin Frieden als nur von Gott herstellbares Ziel der Weltgeschichte, Krieg als Sache der gottlosen Welt, die sich gleichwohl nach irdischem Frieden sehne. Um sich diesem zumindest anzunähern, brauche selbst der gottloseste Staat die Kirche. Diese könne und müsse ihn an seinen Zweck erinnern, eine „geordnete Eintracht“ (ordinata concordia) zwischen Gläubigen und Nichtgläubigen zu schaffen und zu schützen, da sie allein um den wahren Frieden wisse.
So integrierte Augustin die tradierte römische Staatsethik in die christliche Eschatologie und erklärte Frieden zum gemeinsamen Ziel von Kirche und Staat, um die Staatsmacht und christliche Gewaltbeteiligung kritisieren zu können. Christen dürften nur am Krieg teilnehmen, wenn dieser dem Frieden diene: „Sei deshalb auch, wenn du Krieg führst, ein Friedensstifter.“ Sie müssten also immer das Friedensziel im Blick behalten und die Kriegführung daran orientieren.
Zum Krieg stellte er zunächst fest, was diesen fragwürdig mache:
„Die Gier zu schaden, die Grausamkeit der Rache, die Unbefriedetheit und Unversöhnlichkeit des Geistes, die Wildheit des Aufbegehrens, die Lust an der Überlegenheit und Ähnliches mehr.“
Diese Gefahren hätten auch Platon und Cicero nicht genügend beachtet. Wie Krieg dennoch dem Frieden dienen könne, erörterte Augustin bereits 397 in der Schrift Contra Faustum Manichaeum (22,74f.). Er wies auf die Kriege hin, die Moses nach der Bibel nicht aus eigener Lust am Erobern, sondern auf Gottes Befehl hin geführt habe. Diese Kriege seien die angemessene Strafe für die gewesen, die Gottes Volk zuvor mit Krieg angegriffen hätten. Sie hätten auch der Abschreckung anderer Feinde Israels gedient. Denn ihnen sei die zerstörende Kraft ihres Strebens vor Augen geführt worden, dass nämlich jene Gier zu schaden ihnen selbst schade, indem sie den Krieg erleiden mussten, den sie provoziert hätten.
Augustinus ging aber noch weiter:
Was, in der Tat, ist denn überhaupt so falsch am Krieg? Dass Menschen sterben, die ohnehin irgendwann sterben werden, damit jene, die überleben, Frieden finden können? Ein Feigling mag darüber jammern, aber gläubige Menschen nicht […]. Niemand darf jemals die Berechtigung eines Krieges bezweifeln, der in Gottes Namen befohlen wird, denn selbst das, was aus menschlicher Gier entsteht, kann weder den unkorrumpierbaren Gott noch seinen Heiligen etwas anhaben. Gott befiehlt Krieg, um den Stolz der Sterblichen auszutreiben, zu zerschmettern und zu unterwerfen. Krieg zu erdulden ist eine Probe für die Geduld der Gläubigen, um sie zu erniedrigen und seine väterlichen Zurechtweisungen anzunehmen. Denn niemand besitzt Macht über andere, wenn er sie nicht vom Himmel erhalten hat. Alle Gewalt wird nur auf Gottes Befehl oder mit seiner Erlaubnis ausgeübt. Und so kann ein Mann gerecht für die Ordnung kämpfen, selbst wenn er unter einem ungläubigen Herrscher dient. Das, was ihm befohlen wird, ist entweder eindeutig nicht gegen Gottes Vorschrift, oder wenn es nicht eindeutig ist, wenn zum Beispiel ein ungerechter Befehl ergeht, zeigt die Ordnung des Dienens, dass der König schuldig, der Soldat unschuldig ist. Wieviel unschuldiger muss da ein Mann sein, der einen Krieg führt, der von Gott befohlen wurde, der ja niemals etwas Falsches befehlen kann, wie jeder weiß, der ihm dient?
Laut Augustinus folgt also aus der Allmacht Gottes, dass es auf Erden auch keinen Krieg gegen Gottes Willen geben kann. Krieg sei nicht per se schlecht. Christen dürften daher auch für heidnische oder ungerechte Herrscher kämpfen, denn alle Macht auf Erden werde von Gott verliehen (neque enim habet in eos quisquam ullam potestatem, nisi cui data fuerit desuper), erst recht aber in jedem Krieg, der in Gottes Namen geführt werde, da dieser niemals etwas Böses befehlen könne (quem male aliquid iubere non posse). An der Gerechtigkeit solcher Kriege dürfe man nicht zweifeln (dubitare fas non est).
Verteidigung gegen Gottes Feinde war für ihn auch dann gerechtfertigt, wenn sie ebenso grausam verlief wie ein aus selbstsüchtigen Gründen geführter Krieg. Dabei setzte Augustinus eine natürliche Ordnung der „Guten“ voraus, die gegen die „Bösen“ teils als Befehlende, teils als Gehorchende zusammenstünden; diese Ordnung auch militärisch zu verteidigen hielt er für notwendig. Iusta autem bella definiri solent, quae ulciscuntur iniurias: Solche Kriege seien als gerecht definierbar, die Verbrechen rächen. Er erklärte auch einen Krieg gegen Häretiker oder Schismatiker wie die Donatisten für gerecht, um die Einheit der Kirche mit Hilfe der staatlichen Armee zu wahren.
Augustins Kriterien für einen gerechten Krieg des vom Christentum geprägten Römischen Reiches waren:
- Er muss dem Frieden dienen und diesen wiederherstellen (iustus finis).
- Er darf sich nur gegen begangenes, dem Feind vorwerfbares Unrecht – eine gravierende Verletzung oder Bedrohung der Rechtsordnung – richten, das wegen des feindlichen Verhaltens fortbesteht (causa iusta).
- Eine legitime Autorität – Gott oder ein Fürst (princeps) – muss den Krieg anordnen (legitima auctoritas). Dabei muss der Fürst die innerstaatliche Ordnung wahren, d. h. die gegebenen Strukturen des Befehlens und Gehorchens.
- Sein Kriegsbefehl darf nicht gegen Gottes Gebot verstoßen: Der Soldat muss ihn als Dienst am Frieden einsehen und ausführen können.[25]

Damit stellte Augustin schärfer als Cicero das Ziel des gerechten Krieges – Frieden mit dem besiegten Gegner, nicht dessen Vernichtung –, die alleinige Kriegsentscheidung der gegebenen Regierung und die Verantwortung aller Kriegsteilnehmer für eine legitime, dem Friedensziel angemessene Kriegführung heraus. Auf diese Weise wollte er Privatfehden, Bürgerkriege und reine Eroberungskriege delegitimieren. Andererseits schloss er die Möglichkeit eines Heiligen Krieges für eine als gottgewollt geltende Ordnung nicht aus. Seine Bedingungen blieben für die Lehre vom gerechten Krieg im ganzen Mittelalter maßgebend.

## Mittelalter

### Papsttum
Papst Gregor der Große (590–604) billigte das gewaltsame Vorgehen gegen Häretiker und Eroberungskriege gegen heidnische Völker, um dort die christliche Mission zu ermöglichen oder zu erleichtern. Besonders Karl der Große unterstützte die christliche Mission im Frankenreich militärisch. Papst Nikolaus I. (858–867) hielt dagegen nur den Verteidigungskrieg für gerechtfertigt und lehnte gewaltsame Bekehrungen prinzipiell ab.
Papst Innozenz II. verdammte beim zweiten Laterankonzil (1139) den Einsatz von Bogen- und Armbrustschützen im Kampf zwischen Christen, erlaubte ihn aber gegen ebenso bewaffnete Sarazenen (Araber, Muslime). Damit beanspruchte ein Papst erstmals die moralische Beurteilung von Kriegsmitteln.
Das Decretum Gratiani (um 1140) beantwortete die Frage, ob Kriegführen Sünde sei, mit Verweis auf Bibelstellen, die für einen christlichen Pazifismus sprechen. Es bezog diese aber auf die innere Einstellung: Wenn diese von Friedensliebe und Güte geprägt sei, die Guten vor Übergriffen der Bösen schützen wolle und somit das Staatswohl verfolge, sei bewaffnete Abwehr gegen von außen aufgezwungene Kriege gerechtfertigt. Zerstörungslust, grausame Rach- und Machtsucht machten Krieg dagegen ungerecht. Dies sollte Privatfehden und reine Eroberungsfeldzüge ausschließen. Die Kirche dürfe sich gegen Ketzer gewaltsam verteidigen und dazu auch die Staatsmacht zu Hilfe rufen; wenn diese Krieg befehle, müssten christliche Soldaten dem Folge leisten, außer wenn der Befehl gegen Gottes Gebot verstoße. Im Zweifel sollten sie aber gehorchen und seien auch dann entschuldet, wenn sich nachträglich die Ungerechtigkeit des Kriegsbefehls herausstelle.
Das kanonisierte Kirchenrecht stärkte die Stellung der Kurie als oberstem Gerichtshof für zwischenstaatliche Konflikte innerhalb der Christenheit. Nur der Papst konnte demnach Kreuzzüge und Ketzerbekämpfung erlauben, anordnen und diese mit Sanktionen wie dem Kirchenbann gegen weltliche Herren durchsetzen.
Das dritte Laterankonzil 1179 verbot die Versklavung von Kriegsgefangenen. Papst Innozenz IV. lehrte 1234 in seinem Kommentar zum „Liber extra“ von Gregor IX. das natürliche Recht der Heiden auf Privateigentum und erkannte nichtchristliche Herrscher an, sofern diese die unter ihnen lebenden Christen nicht unterdrückten. Johannes de Legnano verfasste um 1360 ein scholastisches Spezialwerk zum gerechten Krieg: De bello, de repressaliis, de duello.
So wurden die Kreuzzüge zum Anstoß für interreligiöse Rechtsprinzipien und deren theoretische Erörterung.

### Thomas von Aquin
Thomas von Aquin (1225–1274) griff Augustins Staats- und Kriegslehre auf und systematisierte sie. Die natürliche weltliche Ordnung müsse dem Gemeinwohl dienen: Dazu gehöre entscheidend der Schutz der Gläubigen und Noch-nicht-Gläubigen vor äußeren Feinden, damit alle das höchste Gut, die übernatürliche Erlösung, erlangen könnten. Frieden umschloss für Thomas also nicht nur Abwesenheit von Krieg, sondern geordnetes Zusammenleben von Gläubigen und Nichtgläubigen mit Aussicht auf religiöses Heil.
Darum behandelte Thomas den Krieg in seiner Summa theologica (II/II, quaestio 40) unter den Lastern, die der christlichen Liebe (caritas) widerstreiten. Anders als Hass, Neid, Zwietracht, Streit, Zank und Aufruhr sei Krieg jedoch nicht an sich Sünde, sondern werde es erst, wenn er mit negativen Absichten geführt werde. Hier griff Thomas die Faktoren auf, die Krieg auch für Augustin als Übel qualifizierten. Diese waren für ihn aber nicht mit dem Gewalteinsatz selbst verbunden: Anders als der Aufruhr sei Krieg nicht von vornherein gegen die sittliche Ordnung gerichtet, sondern ein „gegenseitiges Kämpfen im Vollzug“ (mutua impugnatio in actu). Anders als bei Streit und Zank seien dabei nicht nur Einzelpersonen, sondern große Menschenmengen beteiligt.
Daraus folgerte Thomas aber nicht, dass Krieg Interessenkonflikte zwischen prinzipiell gleichberechtigten Kollektiven nach gescheiterten Verhandlungen gewaltsam auszutragen habe, sondern nur die gerechte Ordnung sei gegen äußere und innere Feinde zu verteidigen, da nur sie letztlich den Heilszugang aller Menschen garantiere:
Viel mehr aber als das Heil eines einzelnen Menschen ist das Heil des Gemeinwesens zu wahren, denn dadurch werden die Tötung sehr vieler Menschen und zahllose zeitliche sowohl wie geistliche Übel verhindert.
Deshalb dürfe der Staat, der das Gemeinwohl einschließlich der christlichen Religion schützt, sich auf Krieg vorbereiten. Die einfachen Gläubigen dürften, ja müssten notfalls auch an kirchlichen Feiertagen an gerechten Kriegen teilnehmen. Dazu bezog Thomas Joh 7,23  – Jesu Heilen am Schabbat – auf den Bereich der Politik. Auch Hinterlist und Täuschung des Feindes seien erlaubt, da Kriegführen nur seinen Zweck erfüllen müsse. Blutvergießen, Töten und Getötetwerden könnten je nach Umständen nicht nur nötig, sondern auch sittlich verdienstvoll sein. Dazu zitierte Thomas aus dem Decretum Gratiani:
Wenn einer für die Wahrheit des Glaubens oder für die Rettung des Vaterlandes und zur Verteidigung der Christenheit sein Leben läßt, wird er von Gott himmlischen Lohn erlangen.
Die Kleriker nahm er jedoch vom Soldatendienst aus, da ihre Aufgabe sei, den Krieg auf höhere Güter auszurichten und „andere dazu vorzubereiten und dazu zu bringen, gerechte Kriege zu führen“.
Thomas nannte drei Bedingungen für das ius ad bellum:
- Erstens die Vollmacht des princeps, auf dessen Befehl [mandatum] hin der Krieg geführt werden muß…
- Zweitens ist ein gerechter Grund [causa iusta] verlangt…
- Drittens wird verlangt, daß die Kriegführenden die rechte Absicht [recta intentio] haben…

Der princeps – das hieß damals zur Zeit des Interregnums jeder Stadtfürst, Provinzfürst und der Reichskaiser – war für Thomas rechtmäßige Autorität (legitima potestas), weil er Gottes Auftrag zum Erhalt des Gemeinwohls innehatte. Ihm oblag damit die volle Verantwortung, festzustellen, ob und wann militärische Verteidigung für den Erhalt des Gemeinwohls notwendig sei, sie seinen Soldaten zu befehlen und dafür zu sorgen, dass ungerechte Kriegführung unterblieb.
Nicht jede äußere Bedrohung der eigenen Rechtsordnung war für Thomas eine causa iusta, sondern erst eine damit einhergehende, äußeren Angreifern vorwerfbare Schuld, die es verdiene, mit Krieg bestraft zu werden: nämlich Angriffe, die die gesamte Rechts- und Heilsordnung nachhaltig bedrohten. So wollte Thomas den Fürsten an seinen Auftrag binden, das Recht für alle, nicht nur für seine Herrschaft, zu wahren und wiederherzustellen. Erst diese gerechte Absicht, nicht schon Berufung auf Gottes Auftrag legitimierte für ihn also militärische Verteidigung.
Um diese glaubhaft zu machen, sollte der Fürst seinen Untergebenen die Abwägung vermitteln, dass das Zulassen sündhafter Angriffe schlimmer wäre als ein Krieg dagegen. Die militärische Gefahrenabwehr sollte den angestrebten Rechtsfrieden für alle auch in der Durchführung zeigen und durfte darum nie zum tumultus ausarten. Die Kriegführenden sollten sich auf jeden Fall von schlechten Motiven wie Habgier, Hass, Rache oder Ehrgeiz freihalten. Sie durften im Verlauf Kriegsgegner nie absichtlich, nur als unbeabsichtigte Folge von Selbstschutz töten. Dies schloss eine direkte Bekämpfung von feindlichen Zivilisten und das Töten von Soldaten, die nicht als unrechtmäßige Angreifer identifizierbar waren, aus.
Gerecht war der Krieg für Thomas also nur dann, wenn er von einer dazu legitimierten Regierung zur Verteidigung einer potentiell für alle gültigen Rechtsordnung mit Aussicht auf ein positives Ergebnis, auf weniger statt mehr Sünde und ohne eigensüchtige Motive geführt werden konnte. Er wandte diese Kriterien jedoch nicht auf bestimmte Kriege seiner Zeit an und verbot Angriffskriege nicht ausdrücklich. Jedenfalls ist auch nach einer Machtübernahme verboten, einen Heiden oder Juden zum Glauben zu zwingen, was einen eigentlichen Missionskrieg ausschließt.

## Frühe Neuzeit

### Reformation
Die mittelalterlichen Zentralinstanzen, Kaiser und Papst, hatten Fehden innerhalb des Reiches durch die Institution von begrenzten Gottesfrieden und Landfrieden einzudämmen und dabei das staatliche Gewaltmonopol und den Frieden als wichtigstes Ziel zumindest der Innenpolitik verbindlich zu machen versucht. Ihre politische Schwäche in den deutschsprachigen Gebieten begünstigte dort die Reformation im 16. Jahrhundert.
Martin Luther ging davon aus, dass Gott den Sünder durch Jesus Christus allein, ohne menschliche Mitwirkung, rechtfertige. Daher verstand er politisches Handeln der Christen im Gegensatz zu Thomas von Aquin als Folge ihres Glaubens, nicht als Mittel zum Erlangen höherer geistlicher Ziele. Gegen die katholische Zweistufenethik machte er Jesu Bergpredigt für alle Christen verbindlich: Sie gebiete ihnen Feindesliebe, Vergebung und Gewaltlosigkeit untereinander, aber auch gegenüber den Nichtchristen, da man niemanden mit Waffengewalt zum rechten Glauben zwingen könne. Darum sollten Christen lieber Unrecht erleiden als Unrecht tun und dürften ihren Glauben nicht mit Gewalt verteidigen. Da sie jedoch mit den Nichtchristen in einer von Sünde bestimmten Welt zusammenlebten, müssten sie unter Umständen Gewalt zum Schutz der Schwachen und Bestrafung der Rechtsbrecher, nicht für eigenes Überleben, bejahen. Dies sei Aufgabe der weltlichen Obrigkeit, durch die Gott die Welt bis zum Endgericht bewahre.
Im Rahmen dieser Zwei-Reiche-Lehre verstand Luther Frieden als elementare Bedingung allen Zusammenlebens und höchstes irdisches Gut, dem alle Menschen zu dienen hätten. Christen müssten diesen Frieden von der Politik verlangen und ihn als Staatsbeamte notfalls gewaltsam schützen und wiederherstellen. Dabei dürften sie ein gutes Gewissen haben, da sie sowohl mit ihrem Gewaltverzicht untereinander wie mit ihrem Gewaltgebrauch in der Politik an Gottes Willen zur Erlösung der Welt mitwirkten.
Von da aus bejahte Luther die Anfrage seines Fürsten Ob Kriegsleute in seligem Stande sein können 1526 prinzipiell, schärfte aber ein, dass Krieg nur zur Abwehr eines akuten, tatsächlich erfolgten Angriffs auf eine rechtmäßige „Obrigkeit“ legitim sei. Präventiv-, Angriffs- und Religionskriege schloss er als unzulässig aus. Der Einzelne habe die Pflicht, die Kriegsentscheidung seiner Regierung kritisch zu prüfen, ihr notfalls den Gehorsam zu verweigern und die dafür verhängten Strafen anzunehmen. Damit bejahte Luther, der ansonsten jede Auflehnung gegen die Obrigkeit scharf ablehnte, eine situationsbedingte Kriegsdienstverweigerung. Gemäß seiner Trennung von geistlichem und weltlichem Amt setzte er die gute Absicht und rechtmäßige Kriegführung der Regierung jedoch als gegeben voraus und verzichtete weitgehend darauf, Kriterien für ihre Überprüfung im Kriegsverlauf geltend zu machen: Dies sah er nicht länger als kirchliche Aufgabe an.
Auf dieser Linie rechtfertigte Luther die bewaffnete Verteidigung der evangelischen Territorien gegen Kaiser und Papst, aber auch deren Verteidigungsmaßnahmen gegen die „Türkengefahr“. Einen Kreuzzug gegen die Türken aber lehnte er als ungerechten Religionskrieg ab. Die Täuferbewegung, die die Gebote der Bergpredigt auch auf die politische Gestaltung der von ihnen beherrschten Kommunen anwenden wollte und daraus einen christlichen Pazifismus folgerte, lehnte er als widergöttlich ab. Gegen sie wie auch gegen die Aufständischen im deutschen Bauernkrieg ermutigte er alle Fürsten, gleich ob katholisch oder evangelisch, zu äußerster Gewaltanwendung.
Die Confessio Augustana von 1530 erklärte im 16. Artikel, alle Obrigkeit sei von Gott eingesetzt worden, und Christen, die öffentliche Ämter bekleiden, sollten das Recht ohne Sünde wahren: darunter „Übeltäter mit dem Schwert strafen“ ebenso wie „rechte Kriege führen“. Wegen dieser Reduktion der klassischen Kriterien des gerechten Krieges rechtfertigten lutherische Konfessionskirchen später viele Konfessions- und Nationalkriege als undiskutierbares Staatsrecht zum Schutz einer Schöpfungsordnung.

### Spanische Spätscholastik
Seit der Reformation war die Einheit des mittelalterlichen Reiches unter päpstlicher und kaiserlicher Führung zerbrochen. Welche Autorität legitim sei und gerechte Kriege ausrufen konnte und welche Kriegsgründe zulässig seien, war weithin nicht mehr autoritativ begründbar und beliebig geworden. Darum beurteilten Theologen nun weniger die Kriegsgründe als die Kriegführung, um wenigstens diese zu normieren und zu humanisieren.
Angesichts der grausamen Behandlung der indigenen Bevölkerung Südamerikas erklärte Bartolomé de Las Casas alle spanischen Kolonialkriege in der neuen Welt für ungerecht. Das gesamte eroberte Land sei deshalb den früheren Besitzern zurückzugeben.
Francisco de Vitoria (1483–1546) entwickelte das römische Fremdenrecht (ius gentium) zu einem universalen ius inter gentes weiter: Nur wenn alle Völker prinzipiell als existenzberechtigt anerkannt würden, sei Recht als allgemeingültig einsehbar. Die herrschenden Mächte Europas sollten Recht und Unrecht also nicht mehr allein definieren. Den Begriff des Gemeinwohls dehnte Vitoria auf die ganze damals bekannte Welt aus. Er gilt daher als Begründer des modernen Völkerrechts.
Da es keine allgemeine Instanz zu dessen Durchsetzung gab, dachte er pragmatisch: Jeder Staat dürfe sich gegen erlittenes schweres Unrecht militärisch verteidigen. Eroberer fremder Gebiete müssten aber auch das Lebensrecht der Eroberten schützen. Bei Missachtung dieser Pflicht dürften auch die Nachbarstaaten intervenieren und gegen die Eroberer Krieg führen. Sie handelten damit im stillschweigenden Auftrag der Weltgemeinschaft.
Vitoria entkräftete einige Rechtfertigungen der spanischen Eroberer: Die Ansprüche von Kaiser und Papst auf die Weltherrschaft, die moralische Überlegenheit des Christentums, die Weigerung der Indios, den katholischen Glauben anzunehmen, seien unzulässige Kriegsgründe. Auch er hielt das Christentum für die einzige wahre Religion, zu deren Verbreitung die Spanier grundsätzlich berechtigt seien. Doch Barbaren seien zu dumm, um dies zu erkennen, seien also unschuldig, wenn sie nicht sofort Christen werden wollten. Sie sollten sich aber langfristig missionieren lassen, um zu den europäischen Christen aufzuschließen. Widerstand dagegen widerspreche dem Naturrecht, auf dem die Völkergemeinschaft beruhe. Darum hielt er die notfalls gewaltsame Verteidigung von christlichen Missionaren und Konvertiten für legitim.
Indem Vitoria allen Völkern dasselbe Lebensrecht zuerkannte, setzte er nichtchristliche Kriegsgegner nicht mehr mit Verbrechern gleich. Zwar könne objektiv nur eine Seite im Recht sein, aber ein Krieg sei denen nicht anzulasten, die sich in einem unvermeidbaren Irrtum über sein Unrecht befänden. Sie fühlten sich subjektiv genauso wie ihre Gegner im Recht. Sie dürften also nur dann ihres Besitzes beraubt und vertrieben werden, wenn künftige Sicherheit nur so gewährt werden könne. Wenn Leiden und Verwüstungen im Kriegsverlauf nicht mehr dem Friedensziel dienten, verliere auch ein mit gerechten Gründen begonnener Krieg seine moralische Rechtfertigung.
Damit gab Vitoria der dem Lebensrecht Aller „geschuldeten Weise“ des Kriegführens (debitus modus) und der Verhältnismäßigkeit der Mittel Vorrang gegenüber der gerechten Absicht der Kriegführenden (recta intentio). Vitorias Vorlesungen zu Menschen- und Kriegsrecht – vor allem De indis und De iure bello – wurden zu seinen Lebzeiten zensiert, nach dem Tridentinum vergessen und erst im 19. Jahrhundert wiederentdeckt.
Francisco Suárez und Luis de Molina betonten die nötige Proportionalität zwischen Zielen und Mitteln: Wo die Folgeschäden des Krieges absehbar größer wären als die dadurch abgewehrten Schäden, könne er nicht gerecht sein. Ein übermäßiger Verschleiß menschlicher wie technischer Ressourcen sei zu vermeiden. Anders als die Tradition verpflichteten sie Soldaten und Zivilisten, sich nicht an einem von ihnen als ungerecht erkannten Krieg zu beteiligen, auch wenn der Fürst sie dazu zwinge. Dieser müsse seine Untergebenen vor Kriegsbeginn über die Kriegsgründe informieren. Untertanen mit militärischen und politischen Einblicken müssten die angegebenen Gründe prüfen und den König gegebenenfalls vom Krieg abhalten. So leiteten die Vertreter der Schule von Salamanca aus dem ius in bello die Informations- und Rechenschaftspflicht der Regierung und das Recht zur Kriegsdienstverweigerung ab, noch bevor die allgemeine Wehrpflicht üblich wurde.
Suarez betonte zudem, Staaten könnten freiwillig auf ihr Recht zum Krieg verzichten und sich einem Schiedsgericht unterwerfen. Diese Selbstbeschränkung entspreche dem Naturrecht, während die Gewöhnung an Konfliktaustragung durch Kriege gegen das Gemeinwohl der Menschheit verstoße und dauernd den jeweils stärker gerüsteten Kriegsherren Recht gebe. Das sei offenkundig unvernünftig und barbarisch.
Balthasar Ayala (1548–1584) knüpfte das Recht zum Krieg nicht mehr an materiale Kriegsgründe, sondern nur noch an eine formal gültige Kriegserklärung einer legitimen Staatsautorität. Sofern alle Kriegsparteien diese Bedingung erfüllten, müssten sie einander als gerechte Feinde (hostes iusti) behandeln, also unzulässige Kriegsmittel ausschließen. Aufstände gegen die eigene Regierung hielt Ayala jedoch weiterhin für derart ungerecht, dass sie einen Strafkrieg mit allen Mitteln rechtfertigten. Wie Ketzer und Nichtchristen im Mittelalter vom allgemeinen Völkerrecht ausgeschlossen wurden, so schloss er Rebellen und nationale Freiheitskämpfer (wie damals in den Niederlanden gegen Spaniens Herrschaft) davon aus.

### Völkerrechtsentwürfe seit 1600
Alberico Gentili sprach um 1600 als Erster vom nicht nur subjektiv, sondern auch objektiv beiderseits gerechten Krieg (bellum iustum ex utraque parte). Dies erübrigte die Unterscheidung zwischen gerechten und ungerechten Kriegsgründen. Er wollte den Krieg nicht ächten, sondern als dem Frieden gleichwertigen Rechtszustand festschreiben, indem er seine moralische Beurteilung aufhob. Krieg war für ihn kein Ausnahmerecht, sondern gewöhnliches Recht jedes Territorialherren, dem Dritte neutral gegenüberstehen konnten.
Im Dreißigjährigen Krieg (1618–1648) erklärten sich die christlichen Konfessionen wechselseitig zu Verbrechern und Ketzern, bejahten Eroberungs- und Vernichtungsfeldzüge ihrer Landesherren und wirkten daran mit. Da jede Kriegspartei theoretisch zulässige Kriegsgründe beanspruchte, zerbrach die moralische Autorität der Kirchen als Ratgeber für Krieg und Frieden.
Rechtstheoretiker griffen daher auf die Idee des Naturrechts zurück, das allen Menschen aus Vernunft, nicht aus Religion einsichtig sei und darum eine Übereinstimmung bei den Gebildeten aller Völker erzielen könne. Eine dauerhafte Friedensordnung erschien nur noch durch vertraglich abgesicherte Gleichberechtigung der Konfessionen möglich. Entwürfe dazu verfassten während des Krieges Émeric Crucé (Der Neue Kineas 1623) und Maximilien de Béthune, duc de Sully (Memoiren 1638).
Hugo Grotius entwickelte 1625 in De iure belli ac pacis seine Lehre vom zwischenstaatlichen Frieden und den rechtlichen Bedingungen des Krieges. Das Naturrecht gelte unbedingt und universal, „als ob es keinen Gott gäbe“ (etsi deus non daretur), sei also vom jeweiligen Glauben der Völker und ihrer Herren unabhängig. Er verstand die Menschheit erstmals als eine über den Einzelstaaten stehende Rechtsgemeinschaft, deren Rechte denen souveräner Staaten übergeordnet seien. Er forderte deshalb aber keine Weltregierung, sondern den Zusammenschluss der in Staaten organisierten Völker und ihre freiwillige Unterwerfung unter ein gemeinsames Völkerrecht. Anders als sein Zeitgenosse Thomas Hobbes ging er also nicht vom Krieg als natürlichem Zustand, sondern von einer ursprünglichen Friedensfähigkeit der Menschen aus.

## Neuzeit

### Zeitalter der Aufklärung
Der Westfälische Frieden von 1648 erkannte die volle Souveränität der Reichsstände an, über Krieg und Frieden zu entscheiden. Dies entzog der Idee einer obersten legitimen Autorität und ihrer alleinigen Befugnis zur Beurteilung der causa iusta im Gebiet des früheren Römischen Reiches die Basis. Seither gewannen Vertragstheorien Einfluss, die Frieden durch internationale Abkommen sichern wollten. Sie gingen von der Souveränität der Territorialherren aus, versuchten aber stärker als bisher, diese an ein allgemein einsehbares Kriegsrecht zu binden und dessen Einhaltung demokratischer Machtkontrolle zu unterwerfen.
William Penn verfasste 1693 den Essay zum gegenwärtigen und zukünftigen Frieden in Europa, der im Kern ein europäisches Parlament zur kontinentalen Friedenssicherung forderte. Charles Irénée Castel de Saint-Pierre schlug dazu 1713 einen Völkerbund vor. Jean-Jacques Rousseau veröffentlichte einen Auszug dieses zunächst kaum beachteten Plans 1756 und nochmals 1781 und ergänzte dabei seine eigenen Demokratie-Ideen.
Immanuel Kant stellte 1793 fest, dass alle bisherigen Versuche, Krieg an rechtliche Regeln zu binden, keinen wirklichen Frieden, sondern allenfalls befristete Waffenstillstände gebracht hätten. Weder Gewaltmonopol, Eigentum noch Militär könnten eine Rechtsordnung vor äußeren Angriffen schützen. Ein Machtgleichgewicht durch militärische Rüstung sei eine Illusion. Es ändere nichts am Streben nach Vorherrschaft und Gewaltbereitschaft und könne daher jederzeit einstürzen. Es führe zu Aufrüstung, die auch ohne Krieg die Wohlfahrt und damit den sozialen Frieden im Innern zerstören könne. Einzig ein allgemeines, mit Machtmitteln durchsetzbares Völkerrecht, dem sich jeder Staat unterwerfen müsste, könne dauerhaften Frieden sichern.
In seiner Schrift Zum ewigen Frieden fasste Kant 1795 die Bedingungen und Maßnahmen zusammen, die notwendig seien, um ein solches allgemeingültiges Völkerrecht zu schaffen. Das bisherige Naturrecht sei zu optimistisch von der sozialen Natur des Menschen ausgegangen. Wenn Frieden Kriege nicht bloß unterbrechen, sondern beenden solle, müssten dazu wesentliche Kriegsursachen berücksichtigt und beseitigt werden:
- Geheimpolitik, da diese heimliche Kriegspläne begünstige
- die Betrachtung fremder Staaten als zu erobernden Besitz statt als Ergebnis der Selbstbestimmung der Völker
- stehende Heere, die zum Wettrüsten veranlassten und Angriffskriege ermöglichten
- das Aufnehmen von Staatsschulden für außenpolitische Konflikte, die zum Staatsbankrott führten, aus dem dann der nächste Krieg retten solle
- jede gewaltsame Intervention in Angelegenheiten fremder Staaten, ausgenommen im Falle eines Bürgerkrieges.

Das Kriegsrecht müsse alle Maßnahmen ausschließen, die das wechselseitige Vertrauen in künftigen Frieden zerstören würden:
- Beschäftigung von Kriminellen in Staat und Armee,
- Anstiftung zu Verrat
- Missachtung gegnerischer Kapitulationsangebote.

Dies setze folgende positive Bedingungen voraus:
- innere Rechtsstaatlichkeit: Nur eine Gesellschaft, die die Bürgerrechte und Gewaltenteilung in einer von allen anerkannten und einklagbaren Verfassung schütze, werde die Selbstbestimmung anderer Völker achten und mit ihnen Frieden einhalten. Nur dann sei die Kriegsentscheidung von der Zustimmung aller Bürger abhängig, so dass deren Interesse am Erhalt ihres Wohlstands zum Tragen kommen und Kriege verhindern könne.
- ein föderaler freiwilliger Völkerbund, in dem die Staaten sich gegenseitig als freie Rechtssubjekte anerkennen und sich dem Selbstbestimmungsrecht der Völker unterordnen.

Damit übertrug Kant die aufgeklärte Idee des Gesellschaftsvertrags freier Individuen mit unveräußerlichen Menschenrechten auf die Ebene des Völkerrechts. Er wollte die Defizite der traditionellen Kriegslehre überwinden, die Recht und Frieden stets in den Grenzen der Selbsterhaltungsinteressen von undemokratischen Staatsformen definiert, Kriegsursachen nicht analysiert und keine inhaltliche Deckung von Innen- und Außenpolitik auch in Friedenszeiten gefördert hatte.

### Neuscholastik
Neben Friedensrufen und scharfen Kriegsverurteilungen der Päpste seit Leo XIII. (1878–1903) finden sich im 19. Jahrhundert widersprüchliche Tendenzen in den moraltheologischen Handbüchern:
- Der kleine Mann kann gar keinen politischen bzw. diplomatischen Durchblick haben und soll nur gehorchen (Prümmer)
- Rückgriff auf Mittelalter und glz. Offenheit für Erfordernisse der Gegenwart
- z. T. Kriegsrechtfertigung, diese Rechtfertigungen gingen allerdings stark auseinander
- z. T. Kriegsverurteilung: Krieg ist nur mehr als Akt kollektiver Notwehr in völkerrechtlich-sittlichen Schranken erlaubt (Eberle 1914), Militarismus macht Unterscheidung zwischen gerechtem und ungerechtem Krieg völlig unwirksam (Stöckl 1879).

### Modernes Völkerrecht
Ende des 19. Jahrhunderts tritt die Idee eines universellen Friedens wieder stärker hervor und zeigt sich anhand von Friedenskonferenzen, die sich im Gegensatz zu bisherigen nicht mit bestehenden Konflikten beschäftigen, sondern die Erhaltung des Friedens an sich zum Thema haben. Vorherrschend blieb jedoch die klassische Interpretation, wie anhand der ersten und der zweiten Haager Friedenskonferenz ablesbar ist, die sich beide mit der Kodifikation des Kriegsvölkerrechtes (Haager Landkriegsordnung) beschäftigten. Als erster Ansatz zu einem Kriegsverhütungsrecht kann die Schaffung eines ständigen Schiedshofes 1907 durch das II. Haager Abkommen in diesem Zusammenhang gesehen werden, auch wenn dieser kaum von Bedeutung war.
In der Neuzeit werden folgende Prinzipien hinzugefügt:
- Krieg ist ultima ratio. Solange nicht alle vernünftigen diplomatischen und politischen Mittel ausgeschöpft sind, kann man von gerechtem Krieg nicht sprechen.
- Ein gerechter Krieg unterscheidet bei der Auswahl seiner Ziele. Er richtet sich gegen die militärischen Verursacher des Übels und schont die Zivilbevölkerung. Er unterlässt die Bombardierung ziviler Wohngebiete, die kein militärisches Ziel darstellen, sowie Terrorakte oder Repressalien gegen die Zivilbevölkerung.
- Ein gerechter Krieg hat das Prinzip der Proportionalität zu achten. Die aufgewendete Stärke hat dem Übel zu widerstehen, und dem Guten zum Wachstum zu verhelfen. Je höher die Zahl der Kollateralschäden, desto verdächtiger der moralische Anspruch der kriegführenden Partei.
- Die Folter von Kriegsgegnern ist untersagt.
- Kriegsgefangene sind human zu behandeln.

### Ächtung des Krieges
Bereits im 19. Jahrhundert wurde über ein rechtliches Verbot des Krieges debattiert; Krieg war nicht verboten, ein Recht des Souveräns zur freien, d. h. von internationalen Kriterien losgelösten Kriegführung im Sinne eines liberum ius ad bellum existierte – anders als lange angenommen – aber nicht. Nach den Erfahrungen des Ersten Weltkrieges und mit der Gründung des Völkerbundes wurde die Souveränität der Staaten durch die Völkergemeinschaft eingeschränkt und damit tendenziell auch die Tradition des staatlichen ius ad bellum beendet. Die Kriegsschuldartikel des Versailler Vertrags verliehen diesem Prinzip rückwirkende Gültigkeit zu Lasten der Besiegten. Jeder Krieg und jede Bedrohung mit Krieg wird in der Satzung des Völkerbundes als Sache der gesamten Völkergemeinschaft definiert. Die aufgestellten Regeln zur Kriegsverhütung umfassten eine Reihe von Streitschlichtungsmaßnahmen und ein generelles Kriegsverbot, wenn nicht vorher ein Versuch zur friedlichen Streitbeilegung unternommen worden war. Eine Unterscheidung in gerechte und ungerechte Kriege unterblieb.
Im Briand-Kellogg-Pakt von 1928 verurteilten die Vertragsstaaten den Krieg als Mittel zur Lösung internationaler Streitfälle und erklärten, darauf untereinander verzichten zu wollen. Sie ächteten den Krieg als Mittel zur Rechtsdurchsetzung, erlaubten aber weiterhin kollektive, auch militärische Sanktionen und bewaffnete Selbstverteidigung. Damit kehrte das mittelalterliche Konzept des bellum iustum als legitime kollektive Strafaktion zurück. Dabei war jedoch nun der Völkerbundrat die übergeordnete Entscheidungsinstanz für die Rechtmäßigkeit eines Krieges. Die Kriterien der Völkerbundsatzung dafür zielten wie schon bei de Ayala auf formale, nicht moralische Legitimität (bellum legale).
Seit 1945 wird der Gebrauch von Gewalt in den internationalen Beziehungen durch die Charta der Vereinten Nationen geregelt, die einige der Kriterien des gerechten Krieges aufgriff und präzisierte. Eins der dort festgelegten Hauptziele der UNO ist die Wahrung des Weltfriedens (Kap. I Art. 1 Ziff. 1). Um dies zu erreichen, legten die Staaten sich ein generelles Gewaltverbot auf (Kap. I Art. 1 Ziff. 1; Art. 2 Ziff. 3/4) und betonten die Souveränität und territoriale Integrität gleichberechtigter Staaten (Kap. I Art. 1 Ziff. 2; Art. 2 Ziff. 1 und Ziff. 7).
Kapitel VII regelt Zwangsmaßnahmen als Ausnahme vom generellen Gewaltverzicht der Staaten. Es gibt dem UN-Sicherheitsrat die Befugnis festzustellen, ob ein bestimmter Tatbestand in den internationalen Beziehungen eine Bedrohung oder einen Bruch des Friedens darstellt (Kap. VII Art. 39). Wird letzteres festgestellt, kann er auch ein militärisches Eingreifen beschließen (Kap. VII Art. 42). Man kann im völkerrechtlichen Sinne also nur von einem gerechten Krieg sprechen, wenn dieser nach den vorangegangenen Grundsätzen autorisiert wurde und geführt wird.

### Katholischer Pazifismus nach 1918
Der prinzipielle Pazifismus fand seit dem Ersten Weltkrieg auch im katholischen Bereich Zustimmung. Um ihm eine theoretische Basis zu geben, verfasste Franziskus Maria Stratmann (1883–1971), Vordenker für den Friedensbund Deutscher Katholiken, 1924 das Buch Weltkirche und Weltfrieden. Darin listete er die tradierten Kriterien des gerechten Krieges auf:
- schweres Unrecht aufseiten einer und nur einer der beiden streitenden Parteien; schwere formelle moralische Schuld auf einer der beiden Seiten. Bloß materielles Unrecht genügt nicht; zweifelsfreie Nachweisbarkeit dieser Schuld;
- Unvermeidbarkeit der kriegerischen Auseinandersetzung nach Fehlschlagen aller mit ganzem Ernst und ganzer Kraft unternommenen friedlichen Verständigungsversuche;
- Proportion zwischen Schuld und Strafmittel. Ein das Maß der Schuld überschreitendes Strafmaß ist ungerecht und unerlaubt;
- moralische Gewissheit, dass der Sieg der gerechten Sache zuteilwerden wird;
- rechte Absicht, durch den Krieg das Gute zu fördern und das Böse zu vermeiden. Das aus dem Krieg zu erwartende Wohl des Staates muss das zu erwartende Übel übersteigen;
- rechte Absicht der Kriegführung: Einhaltung der Schranken der Gerechtigkeit und Liebe;
- Vermeidung schwerer Erschütterung anderer nicht unmittelbar in die Kriegshandlung verwickelter Staaten sowie der christlichen Gesamtheit;
- Kriegserklärung durch eine gesetzlich dazu autorisierte Obrigkeit im Namen Gottes zur Vollstreckung seiner Gerechtigkeit.

Er kam zu dem Ergebnis, dass wahrscheinlich niemals ein Krieg alle diese Bedingungen erfüllt habe und angesichts der modernen Waffentechnik und Kriegführung fortan unmöglich erfüllen könne, so dass den Christen nur die Kriegsdienstverweigerung bleibe. Er hielt aber an der Verbindlichkeit der kirchlichen Kriegstheorie fest, um auf dieser Basis alle Katholiken für den Pazifismus zu gewinnen.

### Sozialismus und Krieg
„Aber unsere Stellung zum Krieg ist eine grundsätzlich andere als die der bürgerlichen Pazifisten (der Friedensfreunde und Friedensprediger) und der Anarchisten. Von den ersteren unterscheiden wir uns durch unsere Einsicht in den unabänderlichen Zusammenhang der Kriege mit dem Kampf der Klassen im Innern eines Landes, durch die Erkenntnis der Unmöglichkeit, die Kriege abzuschaffen, ohne die Klassen abzuschaffen und den Sozialismus aufzubauen, ferner auch dadurch, dass wir die Berechtigung, Fortschrittlichkeit und Notwendigkeit von Bürgerkriegen voll und ganz anerkennen, das heißt von Kriegen der unterdrückten Klasse gegen die unterdrückende Klasse, der Sklaven gegen die Sklavenhalter, der leibeigenen Bauern gegen die Gutsbesitzer, der Lohnarbeiter gegen die Bourgeoisie.“

### Atomzeitalter
Nach dem Zweiten Weltkrieg stellten viele Christen aller Konfessionen die herkömmliche Kriegsethik in Frage. Die erste Vollversammlung des Ökumenischen Rats der Kirchen erklärte 1948 angesichts des mit Massenvernichtungsmitteln geführten totalen Krieges:
Krieg soll nach Gottes Willen nicht sein!
Die Rolle, die der Krieg im heutigen internationalen Leben spielt, ist Sünde wider Gott und eine Entwürdigung des Menschen. […] Der Krieg ist heute etwas völlig anderes als früher. Wir haben jetzt den totalen Krieg. Der ungeheure Einsatz der Luftwaffe und die Entdeckung der Atombombe und anderer neuer Waffen: Dies alles führt in einem modernen Krieg zu unterschiedslosen Zerstörungen in einem Umfang, wie ihn die Welt bei früheren Kriegen nicht gekannt hat.
Die herkömmliche Annahme, dass man für eine gerechte Sache einen gerechten Krieg mit rechten Waffen führen könne, ist unter solchen Umständen nicht mehr aufrecht zu erhalten.
Angesichts der Aufrüstung von NATO und Warschauer Pakt mit Atomwaffen verwarfen die Kirchen einhellig den Atomkrieg, nicht jedoch ebenso eindeutig die atomare Abschreckung. Pius XII. erklärte 1953 zum Verteidigungskrieg:
Wenn die Schäden, die er nach sich zieht, unvergleichlich größer sind als die der geduldeten Ungerechtigkeit, kann man verpflichtet sein, die Ungerechtigkeit auf sich zu nehmen.
Die Weltkirchenkonferenz in Evanston 1954 erklärte die Herstellung von Massenvernichtungswaffen für gottwidrig, nicht aber die Abschreckung mit schon existierenden Atomwaffen. Einseitige atomare Abrüstung galt als gefährlich, da dies Erpressung durch unmoralische Gegner ermöglichen könne. Die evangelischen theologischen Fakultäten in der DDR verwiesen dagegen 1957 auf den kirchlichen Auftrag:
Es gehört zur Aufgabe der christlichen Verkündigung, alle Menschen davor zu warnen, daß sie durch Beteiligung an der Herstellung und Anwendung der modernen Massenvernichtungsmittel Gottes Gabe mißbrauchen, Gottes Güte lästern und Gottes Ebenbild verraten.
Da die Duldung dieser Mittel alle künftigen Generationen bedrohe, sei Jeder gefordert, „das Ziel einer allseitigen Ächtung und Abschaffung der Massenvernichtungswaffen zu erreichen.“ Wie, blieb offen; Kriegsdienstverweigerung wurde nicht für Christen verbindlich gemacht.
Helmut Gollwitzer wandte die Kriterien des iustum bellum 1957 als erster deutscher evangelischer Theologe auf die ABC-Mittel an. Kirchliche Kriegsethik und Völkerrecht erlaubten nur solche Mittel, mit denen gerechte Kriegführung möglich sei. Doch die evangelischen Kirchen hätten den debitus modus seit Luther kaum geprüft. Anhand dieses Kriteriums stellte er fest:
- Diese neuen Gewaltmittel erlauben in ihrer Beschaffenheit keine Unterscheidung von Kämpfern und Nichtkämpfern…
Denn ihr Einsatz werde auf jeden Fall, nicht nur versehentlich, Zivilisten töten. Sie könnten unmöglich das Lebensrecht der feindlichen Bevölkerung schützen und seien daher von vornherein für rechtmäßige Kriegführung ungeeignet.
- Die neuen Waffen erlauben als Kriegsziel nur die Vernichtung des Gegners, die sie durch Überfall zu bewirken suchen… Sie machen uns in unserer Gesinnung alle zu Mördern; denn nur in mörderischer Gesinnung kann man sie herstellen und anwenden… Sie heben alle Verbindung von Krieg und Recht auf… Denn wirksam drohen kann nur, wer auch auszuführen bereit ist und sich als einen darstellt, dem die Ausführung zuzutrauen ist.
- Im Unterschied zu allen bisherigen und auch zu den biologischen und chemischen Kriegsmitteln treffen die Atomwaffen auch die kommenden Generationen und die Vegetation.
Wegen des radioaktiven Fallouts seien die Folgen ihres Einsatzes für Mensch und Natur unabsehbar, so dass ein Atomkrieg nie Frieden herstellen könne. Schon die Atomtests im Pazifik zur Entwicklung einer „sauberen“ Atombombe hätten viele Menschenleben gefordert.
- Atomare Kriegführung mache jede Unterscheidung zwischen Verteidigung und Angriff unmöglich. Denn sie erfordere präventive Angriffe, die dazu führten, dass „die Truppe nur noch für sich selbst kämpft“, um sich vor reaktiver Auslöschung zu retten. So werde Krieg zum Selbstzweck.
- Ein kommender Atomkrieg zwischen Ost und West werde nicht nur zur Vernichtung des Gegners, sondern auch zur Selbstvernichtung führen.
Die ABC-Mittel seien jedoch nicht erst verwerflich, wenn sie „als Bumerang denjenigen mit ins Verderben reißen, der sie gebraucht“. Sie seien „schon durch ihre Beschaffenheit, nicht erst ihren rechtswidrigen Gebrauch, sittlich schlechthin ausgeschlossene Mittel“.[51]

Aus dieser Analyse folgerten die westdeutschen kirchlichen Bruderschaften 1958, dass „die Einbeziehung von Massenvernichtungsmitteln in den Gebrauch staatlicher Machtandrohung nur in der faktischen Verneinung des Willens des seiner Schöpfung treuen und dem Menschen gnädigen Gottes erfolgen kann.“ Sie forderten die EKD heraus, diese Unvereinbarkeit zu erklären. Darauf setzte diese einen theologischen Ausschuss ein, der 1959 in den Heidelberger Thesen den Kompromiss formulierte:
Die Kirche muß den Waffenverzicht als mögliche christliche Handlungsweise anerkennen.
Die Kirche muß die Beteiligung an dem Versuch, durch das Dasein von Atomwaffen einen Frieden in Freiheit zu sichern, als eine heute noch mögliche christliche Handlungsweise anerkennen.
Diese „Gnadenfrist“ sollte für multilaterale Abrüstungsverträge genutzt werden, die das atomare Gleichgewicht durch wirklichen Frieden ersetzen sollten.
Papst Johannes XXIII. beschrieb in Pacem in terris 1963 eindringlich die Gefahren des atomaren Wettrüstens, forderte dessen Beendung, beidseitige gleichzeitige kontrollierte Abrüstung, ein Verbot aller Atomwaffen und die vertragliche Beilegung zwischenstaatlicher Konflikte von „allen Menschen guten Willens“. Er sah in der „schrecklichen Zerstörungsgewalt der modernen Waffen“ eine kriegsverhütende Wirkung und folgerte daraus:
Darum widerstrebt es in unserem Zeitalter, das sich rühmt, Atomzeitalter zu sein, der Vernunft, den Krieg noch als das geeignete Mittel zur Wiederherstellung verletzter Rechte zu betrachten.
Er gebot Christen den Austritt aus atomar gerüsteten Armeen jedoch nicht und verlangte keine auch einseitige Abrüstung völkerrechtswidriger Kriegsmittel. Diese Position – Nein zum Atomkrieg bei gleichzeitigem bedingtem Ja zu atomarer Abschreckung – vertrat auch die Pastoralkonstitution Gaudium et Spes von 1965:
Jede Kriegshandlung, die auf die Vernichtung ganzer Städte oder weiter Gebiete und ihrer Bevölkerung unterschiedslos abstellt, ist ein Verbrechen gegen Gott und gegen den Menschen, das fest und entschieden zu verwerfen ist… Da der Friede aus dem gegenseitigen Vertrauen der Völker erwachsen sollte, statt den Nationen durch den Schrecken der Waffen auferlegt zu werden, sollten alle sich bemühen, dem Wettrüsten ein Ende zu machen. Man soll wirklich mit der Abrüstung beginnen, nicht einseitig, sondern in vertraglich festgelegten gleichen Schritten und mit echten und wirksamen Sicherungen.
Das Wettrüsten wurde jedoch unvermindert fortgesetzt. 1980 brachte der NATO-Doppelbeschluss die Kirchen in eine neue Zerreißprobe. Die Niederländische Generalsynode der Reformierten Kirche stellte fest, die Frist für atomare Abrüstung sei ungenutzt verstrichen:
…die Erfahrung der abgelaufenen 18 Jahre zeigt, wie uns der Besitz dieser Waffensysteme miteingezogen hat in ihren beschleunigten Ausbau und ihre Perfektionierung, bis hin zur Entwicklung einer Strategie „begrenzter“ Atomkriege. Wir müssen darum zuallererst unser „Nein“ von 1962 wiederholen und dazu in aller Deutlichkeit feststellen, daß dieses „Nein“ uneingeschränkt auch für den Besitz von Kernwaffen gilt.
Dem folgte der deutsche Reformierte Bund im Oktober 1981 und formulierte im Anschluss an die Barmer Theologische Erklärung von 1934:
Es ist zwar Aufgabe des Staates, für Recht und Frieden zu sorgen und das Leben seiner Bürger zu schützen. Aber Massenvernichtungsmittel zerstören, was sie zu schützen vorgeben. Ihnen gilt von seiten der Christen ein aus dem Bekenntnis zu Gott dem Schöpfer, Versöhner und Erlöser gesprochenes bedingungsloses „Nein!“, ein „Nein ohne jedes Ja“.
Die EKD dagegen verlängerte 1982 die These, „noch“ sei Abschreckung auch mit Atomwaffen christlich möglich. Unter welchen Bedingungen diese Frist ende, gab sie nicht an. Die westdeutsche katholische Bischofskonferenz rechtfertigte erneut das atomare Gleichgewicht, ohne Strategien des begrenzten Atomkriegs zu berücksichtigen, und verurteilte die Pazifisten als die, die diese Sicherheit aus ideologischen Motiven gefährdeten.
Die Ökumenische Weltkonferenz in Vancouver ließ 1983 alle bisherigen Vorbehalte und Kompromissformeln fallen:
Die Erprobung, Herstellung und Androhung von Massen- und Zukunftsvernichtungsmitteln sind ein Verbrechen an der Menschheit… Die nukleare Abschreckung muß als strategische Doktrin, die im Namen der Sicherheit und Kriegsverhütung Atomwaffen gerechtfertigt hat, grundsätzlich verworfen werden, da sie im Widerspruch steht zum Glauben an Jesus Christus, der unser Leben und Friede ist. Atomare Abschreckung ist moralisch unvertretbar, weil ihre Glaubwürdigkeit darauf beruht, daß der Einsatz von Atomwaffen tatsächlich beabsichtigt ist. […] Atomare Abschreckung ist die Antithese des letztgültigen Glaubens an jene Liebe, die die Angst vertreibt. Sie kann niemals Grundlage eines echten Friedens sein.
In diesen Erklärungen wurde die Theorie vom gerechten Krieg nicht aufgegeben, sondern an Gottes in Jesus Christus anschaulich gewordenes Friedensgebot gebunden. Dadurch wurden Massenvernichtungsmittel nicht erst im Blick auf mögliche Wirkungen im Krieg, sondern schon im Frieden kritisierbar. Die Frage, ob und wann militärische Verteidigung notwendig und ethisch zulässig sei, ließ sich nur noch eingebettet in die Frage nach wirksamer Kriegsverhütung, Abrüstung und Ablösung des Abschreckungssystems durch eine internationale Friedens- und Rechtsordnung stellen.

### Interventionskriege seit 1990
Die Lehre vom gerechten Krieg erlebte seit etwa 1990 parallel zu den westlichen Interventionskriegen im Irak 1991, im Kosovo 1999, in Afghanistan 2001 und im Irak 2003 eine Renaissance und ist in der heutigen Diskussion wieder aktuell. So veröffentlichte die International Commission on Intervention and State Sovereignty 2001 einen Bericht mit dem Titel Responsibility to protect. Darin wird die Einbeziehung der Kriterien vom gerechten Krieg für eine humanitäre Intervention ausdrücklich gefordert.

### Friedensethik
Die Frage nach dem gerechten Krieg wird heute in den Kirchen in den Rahmen der Aufgabe gestellt, einen gerechten Frieden zu schaffen, der auf das Evangelium antwortet und die drängenden Probleme der Weltgemeinschaft angeht. Dabei wird Frieden vom Begriff Sicherheit unterschieden und zugleich eng mit den Leitwerten Gerechtigkeit und Bewahrung der Schöpfung verbunden. Die Ächtung des Krieges, der Massenvernichtungsmittel und des Handels mit Rüstungsgütern ist als weitgehender Konsens vorausgesetzt. Eine mögliche Rolle des Militärs in Konflikten wird nicht grundsätzlich ausgeschlossen, aber nachrangig zu anderen Konfliktbearbeitungsmethoden behandelt.

## Kritik
Das Konzept des gerechten Krieges wird von mehreren Seiten kritisiert:
- vom Pazifismus: Besonders christliche Gruppen, die sich an das Urchristentum anschließen möchten, sehen die Absage an jeden Krieg als einzig legitime Möglichkeit an, ihren Glauben zu leben und zum Frieden beizutragen. Auch manche Nichtchristen kommen aus Vernunftgründen zu einer allgemeinen Ablehnung militärischer Konfliktlösungen.
- vom Bellizismus: Jene, die Krieg als natürliches und unvermeidbares Staatsrecht ansehen, sehen Versuche, Krieg moralischen Prinzipien und Kriegsregeln unterzuordnen, als Illusion und Hindernis für Machtpolitik.
- von Realpolitik: Hier werden moralische Kriterien als unwirksam und für nachhaltige politische Vereinbarungen ungeeignet abgelehnt; dies schließt nicht aus, dass einzelne Kriege im Blick auf mögliche politische Folgen abgelehnt werden.
- Weitere Kritik gilt einzelnen Kriterien der Theorie, die als unzureichend, unrealistisch oder undurchführbar verworfen werden und damit indirekt eine Weiterentwicklung der Theorie verlangen.

### Pazifistische Ablehnung
In Reaktion auf die Kreuzzüge im Hochmittelalter begannen christliche Minderheiten die großkirchliche Lehre vom gerechten Krieg abzulehnen. Die Franziskaner lehnten das Tragen von Waffen und somit die Kriegsteilnahme für sich ab. Ihr Gründer Franziskus von Assisi verwarf gerechte und heilige Kriege sowie jede Gewaltmission und lehrte mit dem Waffen- und Besitzverzicht eine an urchristlichen Geboten orientierte Lebensweise als kritischen Kontrast zur Beteiligung der Großkirche an Kriegen und Kreuzzügen.
Im Gefolge der Reformation entstandene Friedenskirchen wie die Böhmischen Brüder, die Church of the Brethren, Quäker und Mennoniten lehnen jede Kriegsbeteiligung strikt ab, da Krieg immer ungerecht sei und das Evangelium Frieden ohne Gewalt gebiete.
Die Humanisten des 16. Jahrhunderts konstatierten die Vergeblichkeit aller Bemühungen, Krieg rational einzuhegen. Erasmus von Rotterdam prüfte die europäischen Kriege seiner Zeit mit dem Ergebnis, dass keiner gerecht gewesen sei, da keiner die Bedingungen von Augustin und Thomas erfüllt habe. Er rief in seiner berühmten Friedensrede Querela pacis:
Ich appelliere an alle, die sich Christen nennen, alle ihre Kräfte und Anstrengungen im Kampf gegen den Krieg zu vereinen. Jeder soll dazu seinen Beitrag leisten. Bleibende Eintracht muß alle vereinen, die von Natur aus und in Christus durch so viele Bande zusammengehören.
Jeder noch so ungerechte Friedenszustand sei dem scheinbar gerechtesten aller Kriege vorzuziehen.
Sebastian Franck schrieb im Kriegsbüchlein des Friedens 1539, ein gerechter Krieg sei seit Beginn der Endzeit so selten wie „Störche im Winter“. George Fox begründete gegenüber dem König seine Eingabe für die Freistellung der Quäker vom Kriegsdienst 1661 wie folgt:
Wir wissen, daß Kriege und Gefechte den Begierden der Menschen entspringen (Jak 4,3), und der Herr hat uns befreit von dieser Begierde und uns so außerhalb der Veranlassung von Krieg gestellt… Alle Kriege, Feldzüge und Gefechte mit äußeren Waffen verwerfen wir, zu welchem Zweck, unter welchem Vorwand auch immer sie stattfinden.
Im 20. Jahrhundert argumentierten amerikanische Philosophen wie Robert L. Holmes, dass im modernen Zeitalter der Atomwaffen ein mutmaßlicher moralischer Imperativ bestehe, der Massenkriege gegen unschuldige Bevölkerungsgruppen verbiete. Aus dieser Sicht ist die Doktrin der gegenseitig gesicherten Zerstörung (M.A.D.) grundsätzlich irrational und auf den ersten Blick unethisch, da sie auf der Verbreitung immer fortschrittlicherer Atomwaffen beruhe, um sich auf eine Form der Kriegsführung vorzubereiten, die ihrer Natur nach gegen diese Maxime verstoße. Holmes argumentiert weiter, dass die Theorien des gerechten Krieges keine ausreichenden Rechtfertigungen für die Führung von Kriegen in der Neuzeit böten und dass Kriege wirksamer gemildert und gelöst werden könnten, indem man vier Prinzipien verwende, die in einer Philosophie des säkularen Pazifismus und des „moralischen Personalismus“ enthalten seien.

### Realpolitische Ablehnung
Dass die Theorie vom iustum bellum zur Rechtfertigung von Kriegen missbraucht werden kann und wird, kritisieren außer den Pazifisten auch Philosophen, Historiker und Realpolitiker. Der US-Philosoph LeRoy Walters stellte 1974 an Fallbeispielen aus Kriegen des 20. Jahrhunderts fest, dass „alle Theoretiker die Kategorien vom gerechten Krieg dazu benutzten, um zu beweisen, daß ihr eigenes Land einen gerechten Krieg führe“.
Der Historiker Wolfram Wette kritisierte:
Mochten solche Kriegslehren ursprünglich dem menschlichen Bedürfnis nach rationaler Bewältigung des Phänomens Krieg entsprungen sein, mochten einige der Urheber solcher Lehren auch die Absicht verfolgt haben, die Häufigkeit kriegerischer Konflikte einzuschränken, so wurden sie in der Praxis jedoch schnell zu einem Hilfsmittel von Gewaltpolitik. Gelang es beispielsweise einem Herrscher, seine Kriegspolitik mit den Kriterien der theoretischen Lehre zu begründen und sie dann als gerecht hinzustellen, so wurde es ihm und den ihn unterstützenden Eliten erleichtert, den Untertanen den Kriegsdienst und damit den Einsatz des Lebens abzuverlangen. Auf diese Weise dienten die verschiedenen Lehren von gerechten und ungerechten Kriegen direkt oder indirekt den Legitimationsbedürfnissen der Politik. Sie erfüllten die Funktion von Herrschaftsmitteln. Ihre Langzeitwirkung bestand darin, dass sich im Bewusstsein der Menschen die Vorstellung zum Glaubenssatz verfestigte, dass nämlich der Krieg von Zeit zu Zeit wie eine Naturgewalt ausbreche und man ihn daher notgedrungen als ein auferlegtes Schicksal hinnehmen müsse.
Heute werden vor allem folgende Punkte kritisiert:
- Die Lehre vom gerechten Krieg habe historisch niemals nach ihren Kriterien ungerechte Kriege verhindert und Kriegsgewalt verringert.
- Sie sei an ein Kriegsbild aus der Zeit des Feudalismus gebunden und von der neuzeitlichen Entwicklung politisch (souveräne Nationalstaaten), gesellschaftlich (totale Kriege) und militärisch (Fern- und Massenvernichtungswaffen) überholt.
- Sie fördere Kriege, indem sie die Illusion einer moralisch zulässigen Kriegführung nähre, obwohl sich Gerechtigkeit und Frieden nie durch Krieg herstellen ließen.
- Sie bewirke eine nicht sachgerechte Moralisierung der internationalen Politik. Es sei für Kriegsparteien unmöglich, zwischen moralisch zulässigen und unzulässigen Kriegen zu unterscheiden. Jede Kriegspartei beanspruche die gerechte Sache für sich und setze damit eine Gewaltspirale in Gang, in deren Verlauf sich jede Eskalation bis hin zum totalen Krieg (scheinbar) rechtfertigen lasse.
- Indem die Theorie Staatsführungen das Recht zugestehe, Gewalt mit Gewalt zu begegnen, erkläre sie sie zu Richtern in eigener Sache.[63]
- Das Völkerrecht bilde heute den normativen Rahmen für Gewaltanwendung zwischen Staaten. Damit seien zusätzliche Kriterien bzw. Prinzipien wie die des gerechten Krieges entweder überflüssig oder erzeugten Normenkonflikte.

### Kritik an Einzelkriterien
Wegen der mit der Wehrpflicht verbundenen Massenmobilisierung – etwa beim deutschen Volkssturm im Zweiten Weltkrieg – könne jeder Angehörige des feindlichen Staates als möglicher Kombattant angesehen werden. Zum anderen sei ethisch schwer begründbar, weshalb ein Mensch, der in eine Uniform gezwungen wurde, weniger schützenswert sein sollte als einer, der mit Begeisterung in der Waffenproduktion oder der Aufrechterhaltung der Kriegswirtschaft arbeite.
Den wichtigsten Kritikpunkten liegen wesentliche Grundprinzipien der kritisierten Lehre, die in das Kriegsvölkerrecht aufgenommen wurden, zugrunde: Da moderne Kriegsführung und Kriegsmittel die Unterscheidung von Kämpfern und Zivilisten und die verlässliche Kalkulation der Kriegsfolgen unmöglich machen, können sie unter keinen Umständen die theoretisch geforderte Verhältnismäßigkeit von Zielen und Mitteln gewährleisten. Demnach erscheint es umso nötiger, den Krieg überhaupt abzuschaffen: Er sei angesichts der Vernichtungskraft der modernen Waffen unter keinem Gesichtspunkt mehr ethisch zu rechtfertigen.
Auch die Weiterentwicklung des Völkerrechts wird durch die Kriterien des gerechten Krieges indirekt gefordert: So verlangten die Vertragspazifisten des 19. und 20. Jahrhunderts ein neutrales überstaatliches Schiedsgericht, da nur dieses das Recht oder Unrecht gewaltsamer Verteidigung feststellen könne. Dieses Gericht müsse von allen souveränen Kriegsparteien anerkannt werden und die Kriegsregeln auch gegenüber ihrer Militärmacht durchsetzen können.